# Die Glocke (Tageszeitung)

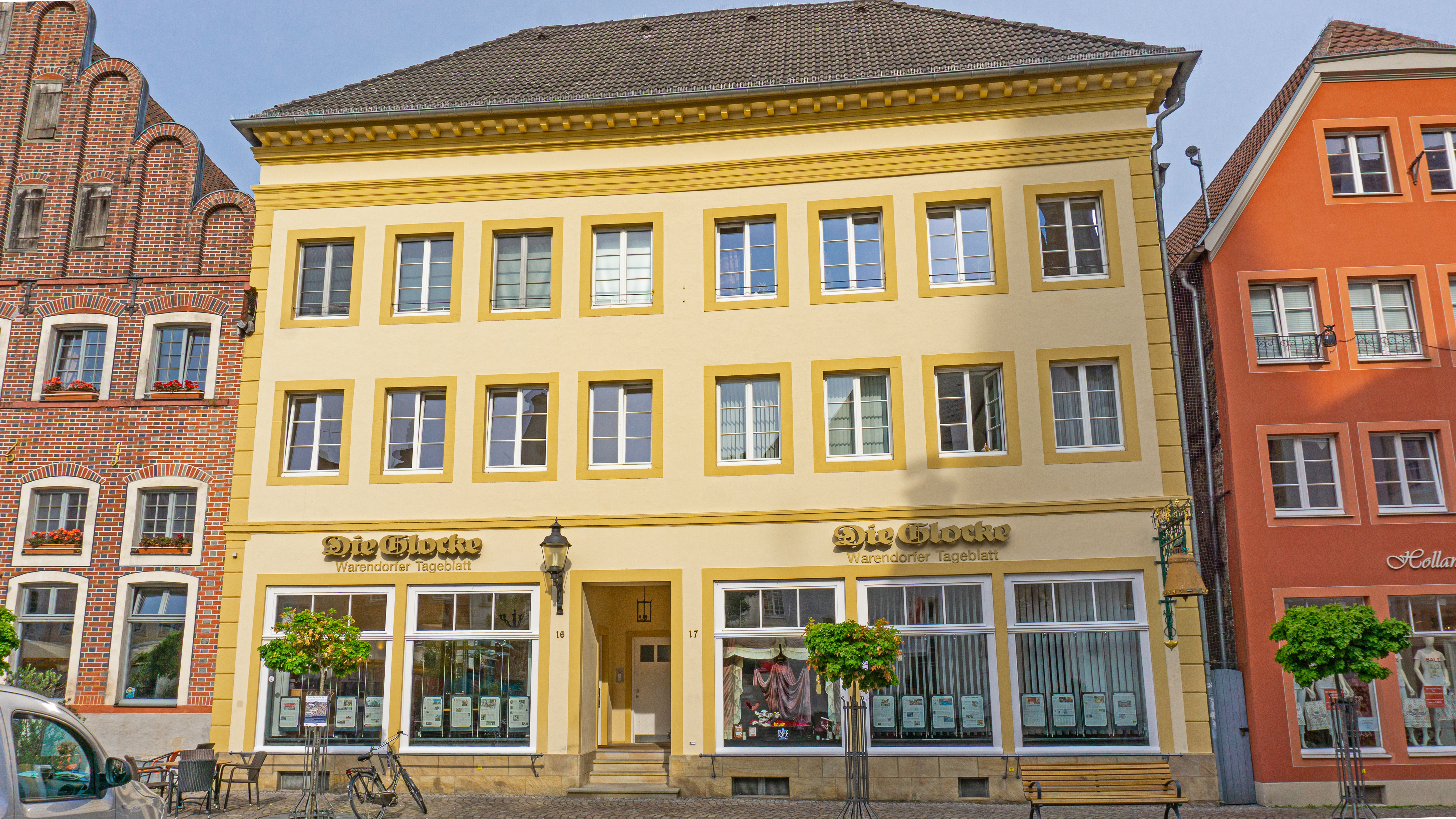
Glocke-Geschäftsstelle am Markt in Warendorf

Die Glocke ist eine vom Verlag E. Holterdorf GmbH & Co. KG im westfälischen Oelde herausgegebene regionale Tageszeitung. Geschäftsführende Gesellschafter sind Fried Gehring und Dirk Holterdorf. Die verkaufte Auflage beträgt 42.575 Exemplare, ein Minus von 34 Prozent seit 1998.

## Verbreitung
Mit ihren sechs Lokalausgaben erreicht Die Glocke eine verkaufte Auflage von 42.575 Exemplaren in den Kreisen Gütersloh, Warendorf und Soest. Anzeigenkunden können zwischen zwölf unterschiedlichen Belegungseinheiten für die Zeitung, das Anzeigenblatt Wersekurier sowie für das Wochenendmagazin Echo am Samstag zur Resthaushalts-Abdeckung wählen. Der Abonnenten-Anteil beträgt 95 Prozent.
Im nördlichen Teil des Kreises Warendorf konkurriert Die Glocke mit den in Münster erscheinenden Westfälischen Nachrichten und der Münsterschen Zeitung, in Ahlen mit der Ahlener Zeitung, im Kreis Gütersloh mit der Neuen Westfälischen und dem Westfalen-Blatt sowie im Kreis Soest mit dem Soester Anzeiger.

## Auflage

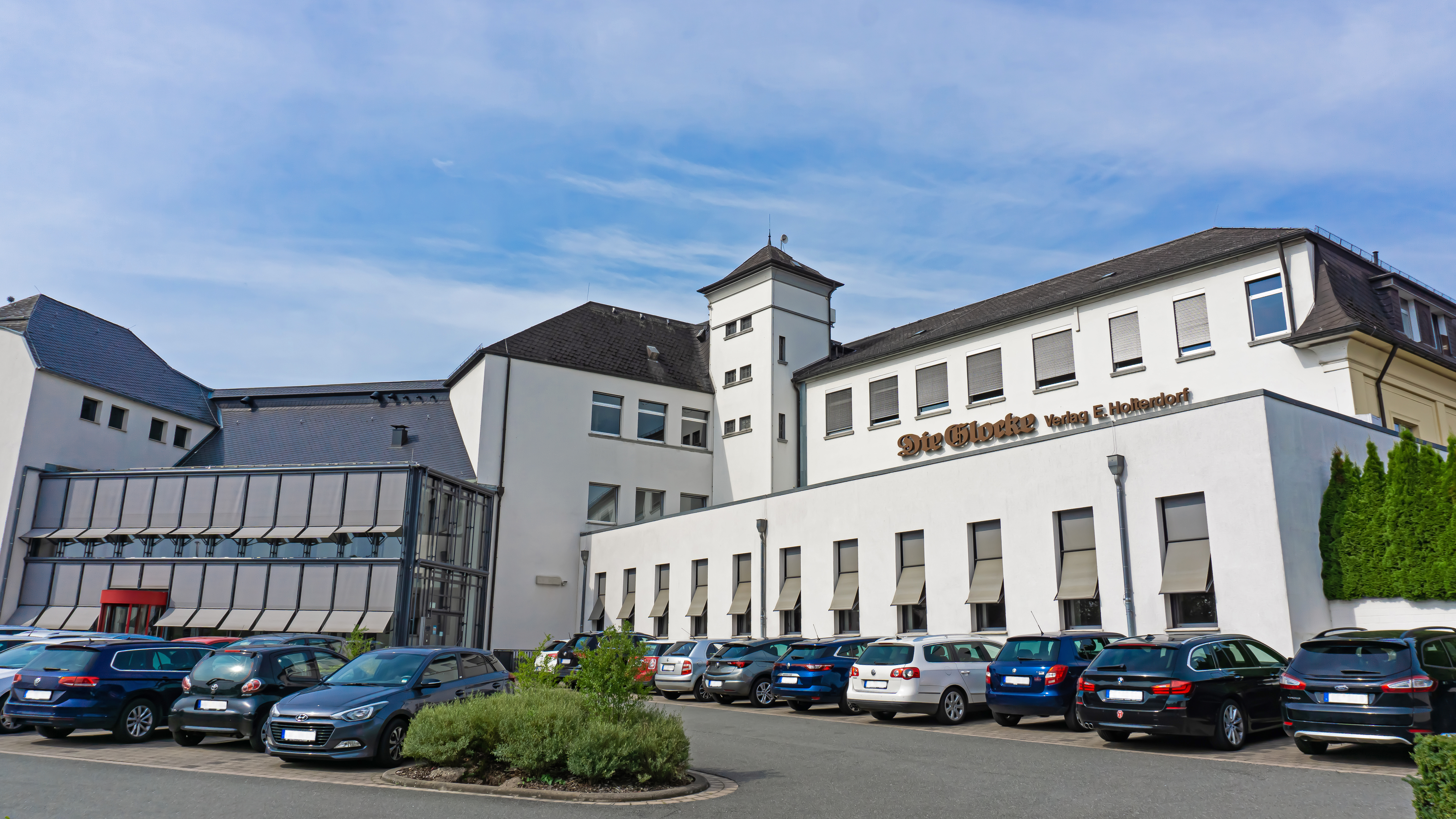
Glocke-Verlagsgebäude in Oelde

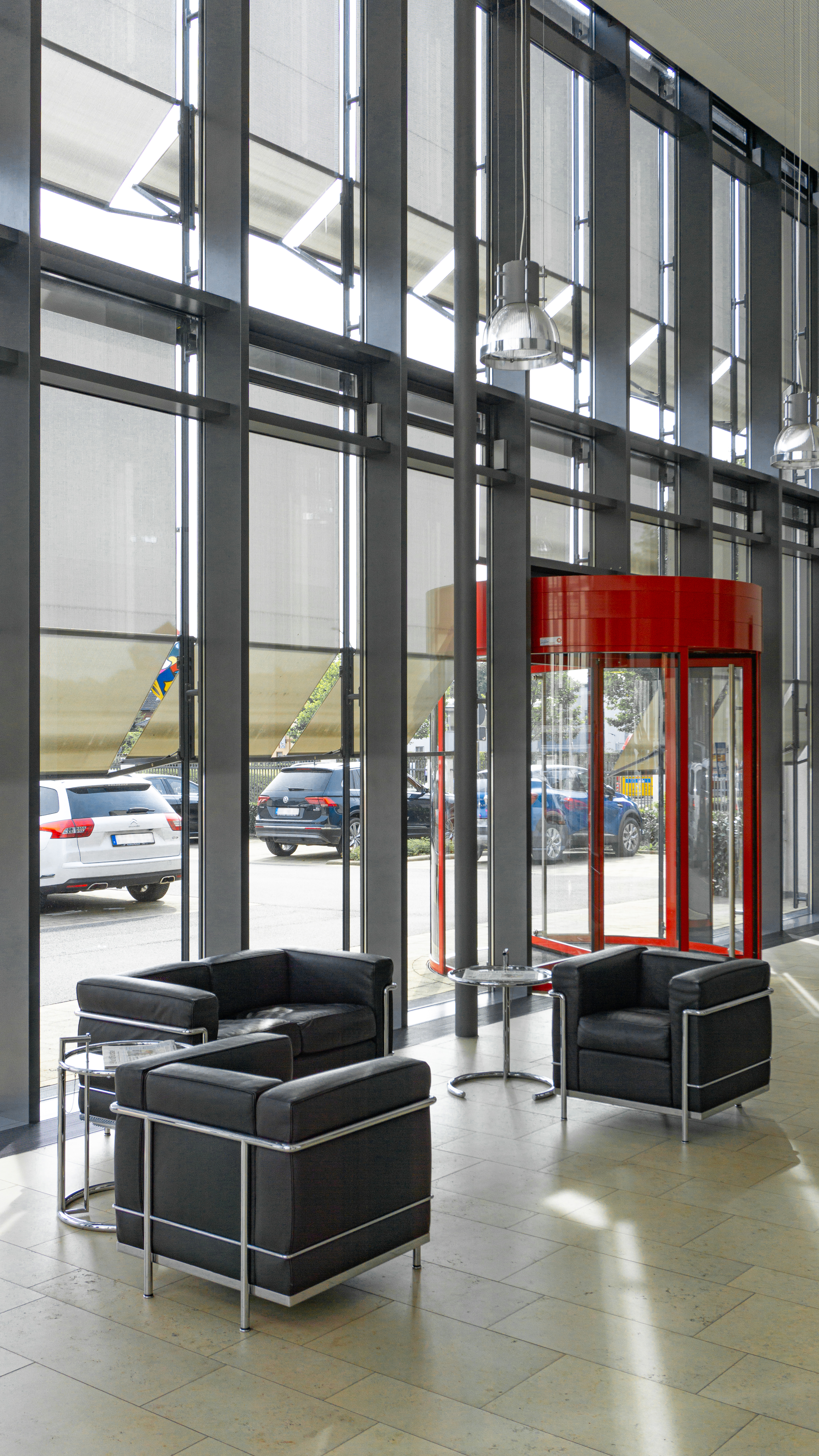

Die Glocke hat wie die meisten deutschen Tageszeitungen in den vergangenen Jahren an Auflage eingebüßt. Die verkaufte Auflage ist in den vergangenen 10 Jahren um durchschnittlich 2,5 % pro Jahr gesunken. Im vergangenen Jahr hat sie um 2,9 % abgenommen. Sie beträgt gegenwärtig 42.575 Exemplare. Der Anteil der Abonnements an der verkauften Auflage liegt bei 86,5 Prozent.
| 1998  | 1999  | 2000  | 2001  | 2002  | 2003  | 2004  | 2005  | 2006  | 2007  | 2008  | 2009  | 2010  | 2011  | 2012  | 2013  | 2014  | 2015  | 2016  | 2017  | 2018  | 2019  | 2020  | 2021  | 2022  | 2023  | 2024  |
| ----- | ----- | ----- | ----- | ----- | ----- | ----- | ----- | ----- | ----- | ----- | ----- | ----- | ----- | ----- | ----- | ----- | ----- | ----- | ----- | ----- | ----- | ----- | ----- | ----- | ----- | ----- |
| 64498 | 64085 | 63559 | 63233 | 62367 | 61459 | 60739 | 59737 | 58401 | 57660 | 57843 | 57116 | 56920 | 56091 | 57423 | 56311 | 54658 | 54002 | 53171 | 52069 | 50997 | 49876 | 48606 | 47757 | 45870 | 43831 | 42575 |

| 1998  | 1999  | 2000  | 2001  | 2002  | 2003  | 2004  | 2005  | 2006  | 2007  | 2008  | 2009  | 2010  | 2011  | 2012  | 2013  | 2014  | 2015  | 2016  | 2017  | 2018  | 2019  | 2020  | 2021  | 2022  | 2023  | 2024  |
| ----- | ----- | ----- | ----- | ----- | ----- | ----- | ----- | ----- | ----- | ----- | ----- | ----- | ----- | ----- | ----- | ----- | ----- | ----- | ----- | ----- | ----- | ----- | ----- | ----- | ----- | ----- |
| 62055 | 61491 | 61066 | 60674 | 59876 | 58949 | 58362 | 57415 | 56291 | 55511 | 54812 | 54289 | 53729 | 52916 | 52320 | 51229 | 50047 | 48837 | 47783 | 46684 | 45061 | 43977 | 42880 | 42285 | 40312 | 38260 | 36812 |

## Verlagsprodukte
Im verlagseigenen Druckzentrum im Oelder Industriegebiet Am Landhagen wird Die Glocke an sechs Tagen in der Woche auf einer Rotationsdruckmaschine (Koenig & Bauer) durchgängig vierfarbig produziert. Der Druck des Anzeigenblattes Wersekurier, das mit einer Auflage von 47.200 Stück im Kreis Warendorf kostenlos verteilt wird, geschieht ebenfalls auf der 1996 in Betrieb genommenen Druckmaschine. Gleiches gilt für das im Kernverbreitungsgebiet der Zeitung in einer Auflage von 54.740 Exemplaren kostenlos verteilte Magazin Echo am Samstag. Sonderveröffentlichungen für ausgewählte Zielgruppen ergänzen das Angebot, hierzu zählen das quartalsweise erscheinende Heft „hierzulande – das Magazin für Lebensart im Herzen Westfalens“ oder die zweimal jährlich erscheinende Beilage „drinnen & draußen“ mit Ausflugs- und Veranstaltungstipps.

## Redaktion
Am Stammsitz Oelde versorgt die nach dem Newsdesk-Prinzip arbeitende Mantelredaktion die Leser mit Nachrichten aus Politik, Wirtschaft, Kultur, Westfalen, Sport, Ratgeber und aus aller Welt. Die Glocke verfügt über fünf Lokalredaktionen: Gütersloh, Rheda-Wiedenbrück, Warendorf, Beckum und Oelde. Chefredakteur der Glocke ist Fried Gehring. Insgesamt 61 fest angestellte Redakteure sowie fünf Volontäre erstellen die Seiten mit lokalen, regionalen und überregionalen Nachrichten. Sie werden unterstützt durch 300 freie Mitarbeiter und einen Berliner Korrespondenten.
In Ahlen erscheint die Zeitung unter dem Titel Ahlener Tageblatt. Die dortige Lokalredaktion wurde jedoch Ende Februar 2020 aufgelöst, seit März 2020 bezieht das Ahlener Tageblatt seine Inhalte aus der konkurrierenden Ahlener Zeitung.

## Online und Mobil
Als regionales Nachrichtenportal versteht der Verlag sein Internetangebot www.die-glocke.de. Informationen aus dem Verbreitungsgebiet der Zeitung finden sich dort ebenso wie Ratgeberthemen und die Anmeldung für ePaper, das elektronische 1:1-Abbild der gedruckten Glocke. Im Jahr 2022 verzeichnete das Nachrichtenportal im Durchschnitt 1 Million Besucher und 3,3 Millionen Zugriffe im Monat. Seit März 2014 ist die Zeitung über eine App, entwickelt für die Betriebssysteme iOS und Android, zu lesen.

## Beteiligungen
An den lokalen Hörfunksendern Radio WAF (Kreis Warendorf) und Radio Gütersloh (Kreis Gütersloh), die im Hauptverbreitungsgebiet der Glocke ihr Programm ausstrahlen, ist der Verlag E. Holterdorf GmbH & Co. KG mehrheitlich beteiligt. An dem Servicedienstleister für die Lokalradios, der audio media service (ams, Bielefeld), hält der Verlag ebenfalls Anteile.

## Geschichte
Die erste Ausgabe der von Engelbert Holterdorf (* 1858 in Bockum-Hövel; † 1925 in Oelde) gegründeten Zeitung erschien am 14. Mai 1880 unter dem Titel Oelder Zeitung. Den Namen Die Glocke trägt die Zeitung seit 1884. Die ursprünglich als „katholisches Kampfblatt“ bekannte Zeitung sollte zur Zeit des noch anhaltenden Kulturkampfes nach Aussage ihres damaligen Verlegers und Redakteurs „das Geläut der Wahrheit, Freiheit und Recht“ ertönen lassen und steht damit in gedanklicher Nähe zu Schillers Gedicht Das Lied von der Glocke, in dem sich bürgerliche Werte widerspiegeln. Die Zeitung verurteilte die Verhaftung von Priestern, unterstützte die christlich-konservative Zentrumspartei und brachte Holterdorf 1887 wegen Beleidigung Bismarcks sechs Monate in Haft.
Die Wahl des Verlagssitzes Oelde wurde durch die Anbindung an die Köln-Mindener Eisenbahn begünstigt, zudem versprach die zentrale Lage im Umkreis der Städte Münster, Hamm, Paderborn und Bielefeld ein schnelles Wachstum des jungen Unternehmens.
Nach dem Tod des Gründers Engelbert Holterdorf 1925 übernahmen dessen Söhne Joseph (1882–1961) und Paul (1892–1959) die Geschäftsleitung. In deren Zeit fiel die einzige Unterbrechung der Produktion: Zwischen 1944 und 1949 stand die Rotationsmaschine still. 1949 erhielt Die Glocke eine neue Lizenz, die erste Nachkriegsausgabe erschien am 2. November 1949.
In der dritten Generation zeichneten Engelbert Holterdorf (1926–2010) und Karl-Friedrich Gehring (1914–1993), unterstützt von Redakteuren und Ressortleitern wie Wolfgang Urban (* 1942), für die Geschicke des Verlages verantwortlich. Heute stehen Fried Gehring (* 1946) und Dirk Holterdorf (* 1960) als Geschäftsführende Gesellschafter an der Spitze des Verlages mit insgesamt rund 230 fest angestellten Mitarbeitern und etwa 800 Zeitungszustellern.